# Heliophobus
Heliophobus is een geslacht van vlinders van de familie Uilen (Noctuidae), uit de onderfamilie Hadeninae.

## Soorten
- H. africana Berio, 1977
- H. discrepans Walker, 1865
- H. dissectus Walker, 1865
- H. kitti Schawerda, 1914
- H. nepalensis Plante, 1982
- H. texturata Alphéraky, 1892